# Anterhynchium tamarinum
Anterhynchium tamarinum är en stekelart som först beskrevs av Henri Saussure 1853.  Anterhynchium tamarinum ingår i släktet Anterhynchium och familjen Eumenidae.

## Underarter
Arten delas in i följande underarter:
- A. t. inviolatum
- A. t. septentrionale